# محمد هاشم آل آقا
محمد هاشم آل آقا (۲۷ آبان ۱۳۲۴ – ۲۰ مرداد ۱۳۶۳) سرهنگ دوم خلبان مک‌دانل داگلاس اف-۴ فانتوم ۲ و اف ۱۴ تام‌کت نیروی هوایی ارتش  ایران بود.

## زندگی و نحوه کشته شدن
محمد هاشم دوران ابتدایی، راهنمایی و دبیرستان خود را در زادگاهش کرمانشاه گذراند و پس از طی این مقاطع به دانشگاه افسری نیروی زمینی ارتش رفت. پس از پایان دانشگاه افسری ارتش به علت علاقه خود به خلبانی در سال ۱۳۴۴ با قبولی در آزمون دانشکده هوایی وارد این دانشکده شد و پس از گذشت چند سال دوره‌های مقدماتی را طی کرد. سال ۱۳۴۹ بود که برای گذراندن دوره عالی پرواز به آمریکا رفت و پس از گذشت یکسال با طی دوره هواپیمای فانتوم به ایران بازگشت.
پس از بازگشت از آمریکا در سال ۱۳۵۰ به عنوان کمک خلبان مک‌دانل داگلاس اف-۴ فانتوم ۲ به پایگاه هفتم شکاری شیراز رفت. یک سال بعد در سال ۱۳۵۱ بنابر دستور سلسله مراتب نیروی هوایی ارتش به پایگاه یکم شکاری تهران منتقل شد. محمد هاشم در طول این سال‌ها فعالیت‌های گسترده‌ای را انجام داد و با کسب نمرات بالا توانست بنا بر نظر فرماندهان نیروی هوایی در سال ۱۳۵۶ برای گذراندن دوره گرومن اف-۱۴ تام‌کت به آمریکا اعزام شود. پس از بازگشت به اصفهان رفت تا ادامه دوران کاری خود را در پایگاه هشتم شکاری اصفهان طی کند. محمد هاشم در دوران پیش از پیروزی انقلاب اسلامی یکی از افسران ارشد نیروی هوایی ارتش بود. پس از انقلاب او در سال ۱۳۶۲ به عنوان جانشین فرماندهی عملیات نیروی هوایی ارتش جمهوری اسلامی منصوب شد.
وی در ۲ مرداد ۱۳۶۳ در حال اسکورت نفتکش‌های ایرانی با هواپیمای اف ۱۴ تامکت بود که با میراژ اف ۱‌های عراقی که به آن‌ها حمله کردند درگیر شد. در این درگیری آل آقا هواپیمایش   توسط هواپیمای عراقی مورد هدف قرار گرفت و به درون آب سقوط کرد و کشته شد
.در روایتی دیگر آمده که هنگام درگیری هواپیمای آل آقا مورد اصابت موشک حرارتی خودی فانتوم ایرانی که قصد داشت میگ ۲۳ عراقی را هدف قرار دهد اما خلبان میگ با زرنگی موشک را به سمت آل آقا منحرف کرده است یا سایت موشک کرم ابریشم سپاه در جزیره بوموسی قرار گرفته است . 